# Francisco Bru
Francisco Bru Sanz, conosciuto anche come Paco Bru (Madrid, 12 aprile 1885 – Malaga, 10 giugno 1962), è stato un calciatore, arbitro di calcio e allenatore di calcio spagnolo.

## Carriera

### Giocatore
La carriera di Paco Bru iniziò nel 1902, quando non aveva ancora 17 anni e giocò con il FC Internacional un torneo amichevole. Il 30 novembre 1902 fece il suo esordio nel campionato catalano battendo 6-0 l'Espanyol. Nonostante giocasse nel ruolo di difensore, fu più volte utilizzato nel FC Internacional come attaccante.
Nel 1904 Bru vinse la Copa Torino, un trofeo di secondo livello e due anni dopo passò al Barcellona con il quale vinse ben tre volte consecutive il campionato catalano dal 1909 al 1911. Inoltre, col Barcellona vinse anche la prima Coppa del Re nella storia del club catalano. Nel 1911, passò all'Espanyol dove vinse due campionati catalani. Tornato al Barcellona, vinse, assieme a Paulino Alcántara e Jack Greenwell, un altro campionato della Catalogna. Durante la sua carriera calcistica giocò anche per la Selezione catalana.

### Arbitro
Dopo il ritiro come calciatore, Bru divenne arbitro. Nella sua carriera come direttore di gara si ricordano le finali di Coppa del Re del 1916 e del 1917, entrambe giocate a Barcellona. Nel 1917, arbitrò un'amichevole tra la selezione catalana e quella castigliana.

### Allenatore
Nel 1920 iniziò la carriera di Bru come allenatore: la Federazione spagnola gli affidò infatti la Nazionale spagnola in occasione delle Olimpiadi di Anversa. Al torneo olimpico la Spagna ottenne la medaglia d'argento, riuscendo a sconfiggere squadre come Svezia, Italia ed i Paesi Bassi. Nel 1930 prese parte al primo campionato mondiale di calcio guidando la Nazionale peruviana.
Dopo l'esperienza mondiale divenne l'allenatore del Racing de Madrid negli anni antecedenti il dissolvimento del club. Nel 1934 fu chiamato a guidare il Madrid CF, col quale vinse due Coppe del Re. Con lo scoppio della Guerra civile Bru tornò in Catalogna, dove guidò il Girona nella Liga Mediterránea, torneo che nel 1937 sostituì il campionato spagnolo ufficiale. Nel 1939 tornò ad allenare il Madrid CF, rinominato ormai Real Madrid.

## Palmarès

### Giocatore
- Copa Torino: 1

FC Internacional: 1904
- Campionato catalano: 6

FC Barcellona: 1908-09, 1909-10, 1910-11, 1915-16
Espanyol: 1911-12, 1914-15
- Coppa di Spagna: 1

FC Barcellona: 1910

### Allenatore
- Coppa di Spagna: 2

Real Madrid: 1934, 1936
- Argento olimpico: 1

1920